# مارك لوتز
مارك لوتز (بالإنجليزية: Mark Lutz)‏ (و. 1970 – م) هو ممثل، وممثل أفلام، من كندا، ولد في مونتريال.

## وصلات خارجية
- مارك لوتز على موقع IMDb (الإنجليزية)
- مارك لوتز على موقع ألو سيني (الفرنسية)
- مارك لوتز على موقع أول موفي (الإنجليزية)
- مارك لوتز على موقع قاعدة بيانات الفيلم (الإنجليزية)
- مارك لوتز على موقع كينوبويسك (الروسية)